# Dioscorea tauriglossum
Dioscorea tauriglossum är en enhjärtbladig växtart som beskrevs av Reinhard Gustav Paul Knuth. Dioscorea tauriglossum ingår i släktet Dioscorea och familjen Dioscoreaceae. Inga underarter finns listade i Catalogue of Life.